# شتيفي ليمكه
شتيفي ليمكه (بالألمانية: Steffi Lemke) (مواليد 19 يناير 1968 في ديساو) سياسية ومحامية ألمانية تنتمي إلى حزب الخضر. تشغل منذ 8 ديسمبر 2021 منصب وزيرة البيئة وحماية الطبيعة والسلامة النووية وحماية المستهلك في حكومة شولتس.
كانت من 1994 إلى 2002 نائباً في البوندستاغ ومرة أخرى منذ عام 2013. كانت أيضًا المديرة السياسية لحزبها من 2002 إلى 2013.